# 꾸러기 (드라마)
《꾸러기》는 MBC에서 1986년 11월 3일부터 1988년 5월 6일까지 방영되었던 어린이 드라마다.

## 출연
- 이종민, 이민우, 김민희, 김수겸, 이혜근, 김종인, 최문선, 최상진, 양승애, 서정희, 남성훈, 김해숙, 맹상훈, 견미리, 박병훈, 최은숙, 김진만, 이연수